# 多度祭

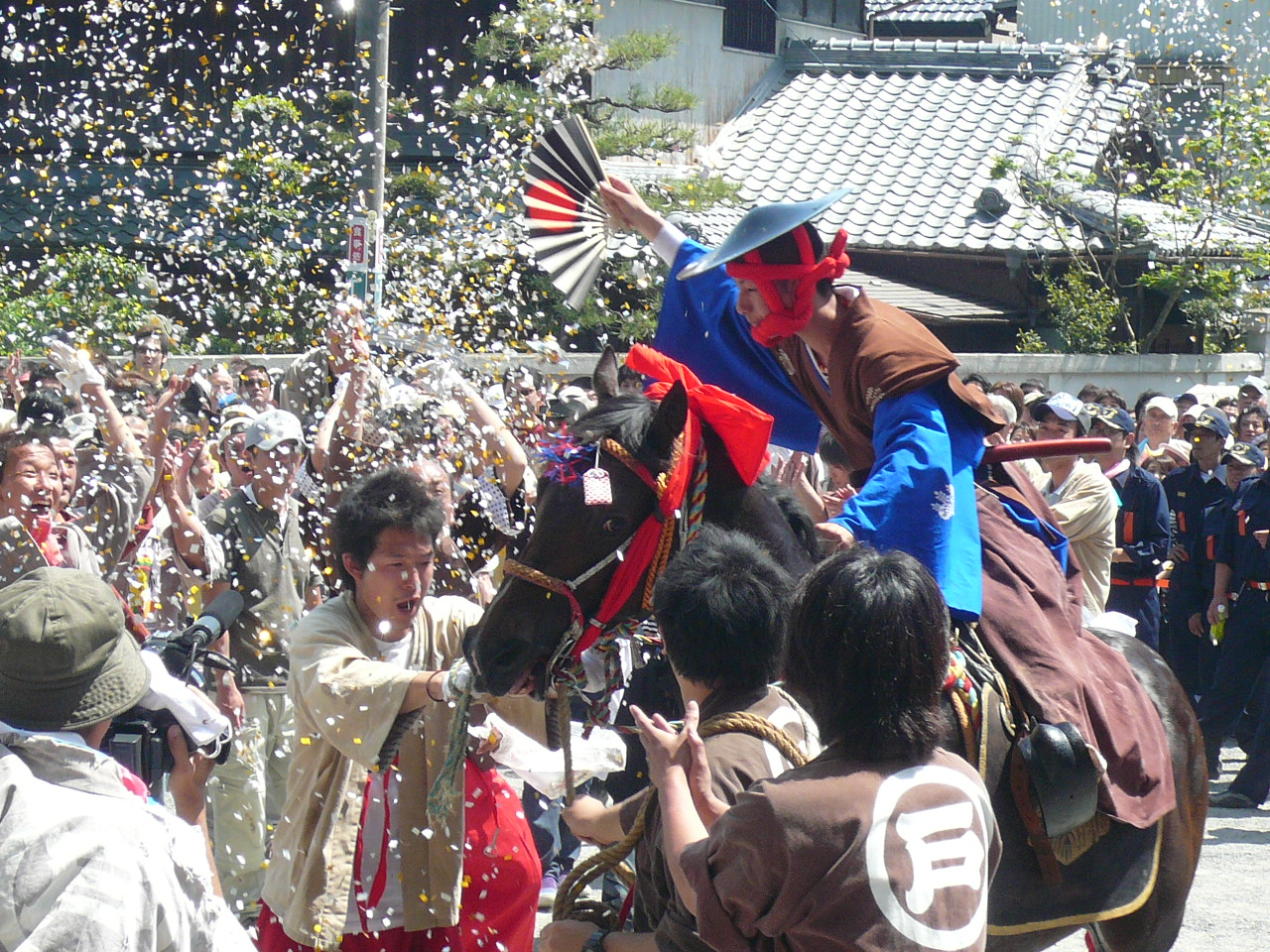
上げ馬神事

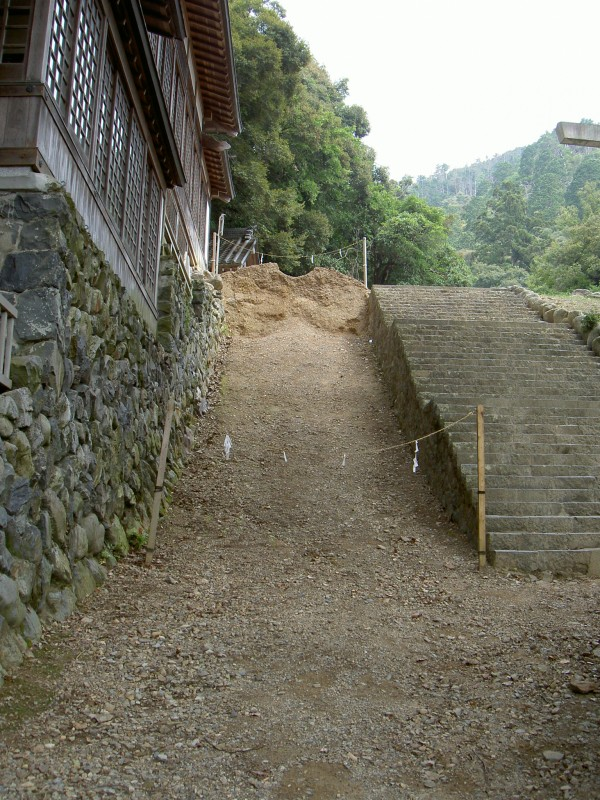
上げ馬神事が行われる坂

多度祭（たどまつり）は、三重県桑名市多度町で毎年5月4日、5日に行われる祭りである。

## 概要
坂上げを行う地区は6地区であり、各地区3頭ずつの計18頭の祭馬が挑む。
祭りで行われる上げ馬神事は、暦応年間（1338年 - 1342年）、近隣を領地とする武家によって始められたという。
上げ馬神事は、青年の騎手が4日は陣笠裃姿、5日は花笠武者姿で馬に乗って、石段横2メートル余の絶壁を駆け上がる。馬の上がり具合でその年の豊凶を占う。上げ馬の回数は､4日は各地区2回ずつの12回で、5日は各地区1回ずつの6回である。
なお、5日は上げ馬のあとで、神輿3基を肱江の御旅所船着社に渡御して、須賀の馬場にて流鏑馬神事が行われる。
上げ馬神事は1978年（昭和53年）に三重県の無形民俗文化財の指定を受けた。
2020年（令和2年）3月26日、新型コロナウイルス感染症の拡大を受け、氏子組織の代表者らと神社側は協議し、関係諸団体は上げ馬神事の中止を決定した。一部の祭事を限られた参列者で行う。上げ馬神事の中止は、元亀2年（1571年）、織田信長の長島一向一揆攻撃の一環で、多度大社・神宮寺が焼き払われて以来だという。

## 上げ馬神事にまつわる問題と対策
2009年（平成21年）に行われた上げ馬神事において、神事を運営する地元の団体が、本番前に馬を興奮させる目的で、馬の腹部などを蹴ったり殴打していた旨を、津市内の動物愛護団体が告発し、三重県警が動物愛護法違反の容疑で、団体に所属する桑名市内の住民らを書類送検した。上げ馬神事は、動物虐待に当たるとの指摘が以前から多数出ており、多度大社も、三重県教育委員会から勧告を受けている。2011年、書類送検された参加者は、嫌疑不十分で不起訴処分となった。
2023年（令和5年）6月19日、多度大社で「事故防止対策協議会」が開かれ、三重県や桑名市、警察の担当者、地元代表などが出席した。同年5月の神事では馬1頭が転倒骨折して殺処分となっている。この他にも過去15年間に合わせて3頭が神事の際に骨折して殺処分となっていたことを三重県が確認しており、三重県知事の一見勝之も「事故の頻度が多い。対策を講じるべきだ」と述べている。
神事の際の事故で馬の殺処分が増加している一因として、絶壁の高さが約1.7mと高いことや農耕などで古くから使用されてきた日本在来馬が減少し、その代替として、上げ馬神事には適していないサラブレッドを使用するようになったことが指摘されている。
三重県は2023年6月に開催された「事故防止対策協議会」で壁を含む坂全体の構造を見直すことを提案し、多度大社や地元の代表はこの提案を受け入れる方針を決めた。
2024年（令和6年）4月20日、本番に先立ち、馬を坂にならすための試走が行われた。専門家などからの助言を受けて、土壁を撤去したほか、坂を緩斜面にするなどの改善策が施されている。